# Lomas (Canóvanas)
Lomas es un barrio ubicado en el municipio de Canóvanas en el Estado Libre Asociado de Puerto Rico. En el Censo de 2010 tenía una población de 5336 habitantes y una densidad poblacional de 278,75 personas por km².

## Geografía
Lomas se encuentra ubicado en las coordenadas 18°16′54″N 65°53′34″O / 18.28167, -65.89278. Según la Oficina del Censo de los Estados Unidos, Lomas tiene una superficie total de 19.14 km², que corresponden a tierra firme.

## Demografía
Según el censo de 2010, había 5336 personas residiendo en Lomas. La densidad de población era de 278,75 hab./km². De los 5336 habitantes, Lomas estaba compuesto por el 72.64% blancos, el 8.49% eran afroamericanos, el 0.47% eran amerindios, el 0.07% eran asiáticos, el 16.32% eran de otras razas y el 2.01% pertenecían a dos o más razas. Del total de la población el 99.78% eran hispanos o latinos de cualquier raza.